# Шолаксай (Кзилкогинський район)
Шолакса́й (каз. Шолақсай) — село у складі Кзилкогинського району Атирауської області Казахстану. Входить до складу Сагізького сільського округу.
Населення —  (2021; 110 у 2009, 223 у 1999,  у 1989).